# Pável Pardo
Pável Pardo Segura (Guadalajara, 26 luglio 1976) è un ex calciatore messicano, di ruolo centrocampista.

## Palmarès

### Club

#### Competizioni nazionali
- Campionato messicano: 2

América: 2002 (Apertura), 2005 (Clausura)
- Supercoppa del Messico: 1

América: 2005
- Campionato tedesco: 1

Stoccarda: 2006-2007

#### Competizioni internazionali
- CONCACAF Champions' Cup: 1

América: 2006

### Nazionale
- Gold Cup: 2

1998, 2003
- Confederations Cup: 1

1999